# Jonathan Ive

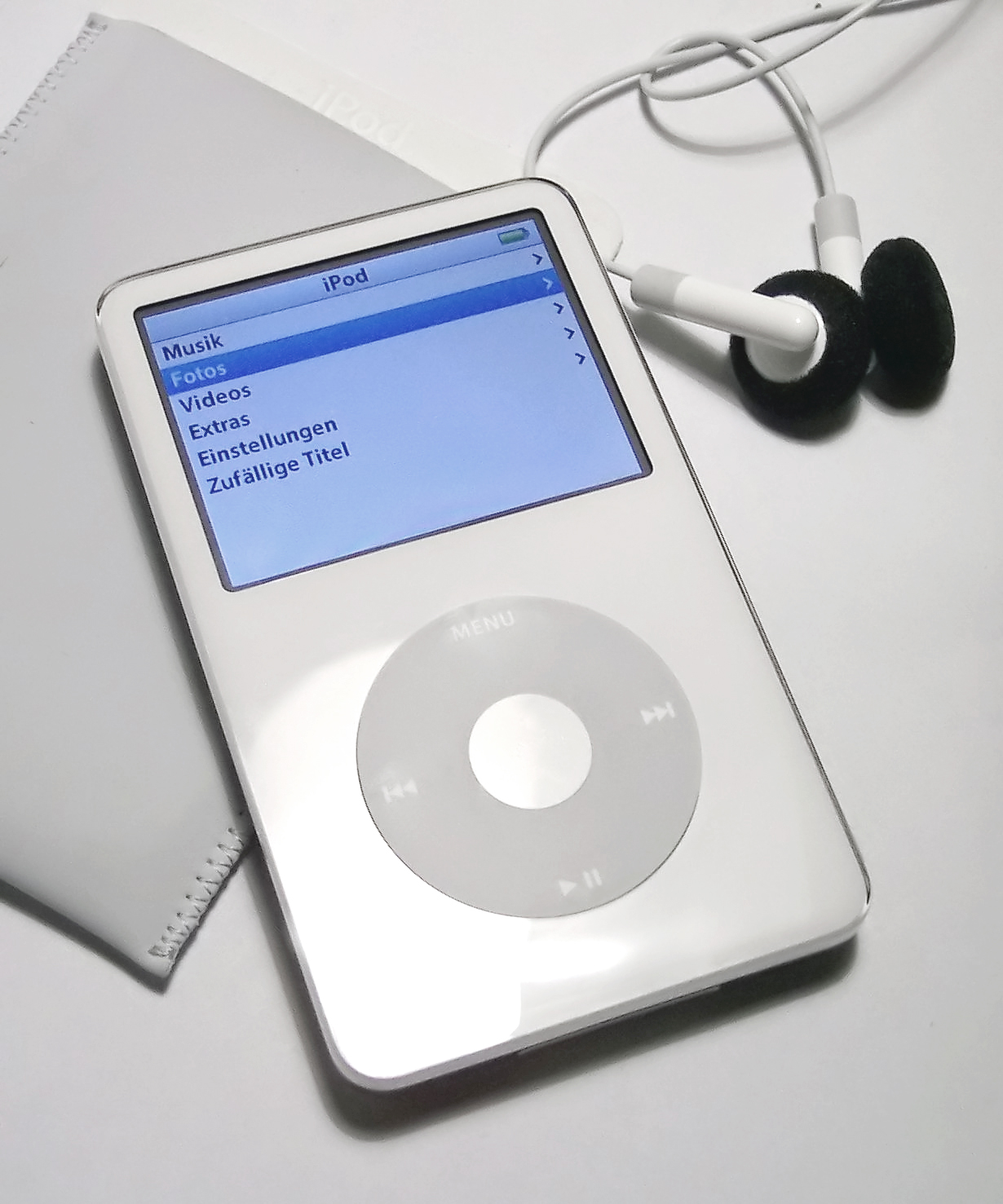
Un iPod de cinquena generació, un dels dissenys industrials més reconeguts d'Ive.

Jonathan Paul Ive, KBE, HonFREng, RDI (nascut el 27 de febrer de 1967) és un dissenyador industrial, va ser el director de disseny en cap d'Apple i canceller de la Universitat Reial d'Art a Londres.
Ive va néixer a Chingford, Londes, Anglaterra. El seu pare, Michael Ive, era un artesà de la plata que impartia classe a la Universitat de Middlesex, i el seu avi era un enginyer. Ive va assistir a la Chingford Foundation School, llavors Walton Institut, en Stafford. Durant els seus anys d'institut, Ive era un apassionat dels cotxes i aquest interès el va dirigir cap a la seva carrera posterior com a dissenyador.
Mentre treballava a una empresa de disseny a Londres va ser contactat per Apple, llavors una empresa amb problemes, per crear el disseny d'un nou portàtil. Va presentar el disseny a Apple i va ser contractat immediatament. Ive supervisa el grup de Disseny Industrial d'Apple i també lidera i dirigeix els equips de programari d'interfície d'usuari de l'empresa. Ive és el dissenyador de molts dels productes de maquinari i programari d'Apple.
Ha rebut diversos reconeixements per la seva feina. En 2003 va ser el guanyador inaugural del premi a dissenyador de l'any pel Museu de Disseny de Londres. En 2006, va ser fixat com a membre honorari de la Reial Academia d'enginyeria (HonFREng), i el 2012, se li va concedir l'Ordre de l'Imperi britànic (KBE) al Palau de Buckingham pels "serveis al disseny i a l'empresa". En una enquesta de la BBC el 2014 sobre escriptors culturals, Ive va quedar com la persona més influent de la cultura britànica.